# Cité de l'espace
Cité de l'espace är ett centrum för vetenskaplig kultur orienterad mot rymden och erövring av rymden, ägnad lika mycket åt astronomi som astronautik. Cité de l'espace invigdes i Toulouse i juni 1997. 
Cité de l'espace tillåter besökare att upptäcka den fullskaliga kopian av Ariane 5-raketen (53 meter hög), rymdskeppen Soyuz och jordobservationssatelliten ERS. Du kan också besöka en ingenjörsmodell av Mir-rymdstationen med all dess utrustning. Den är också utrustad med en observationskupol, La Coupole de l'Astronome. 
Nästan 5 miljoner besökare har besökt den under dess 20 år av existens.